# 斗宿六
宿六 (ζ Sgr / 人马座ζ)是人马座的第三亮星，俗名Ascella，源于后期拉丁语，意为“腋窝”。
斗宿六是刻个双星系统，由A2光谱型、视星等为+3.26的巨星和A4光谱型、视星等为+3.37的亚巨星组成。该双星系统的绕行周期为21年，两者平均距离为12.4天文单位，轨道偏心率为0.205。它有一个黯淡的10星等伴星人马座ζ C，距离主星75弧秒。
斗宿六恒星系统距离地球90光年，组合视星等为+2.60。
在古代中国天文中，它是星官斗或'南斗'的第六星。